# 敏南
敏南（1951年10月6日—）是缅甸政治人物，现任实皆省首席部长。

## 生平
1951年10月6日，敏南出生在实皆省瑞波。1981年他从曼德勒医科大学毕业。
1990年9月，敏南被捕，之后缅甸政府根据缅甸刑法第122条判处他25年有期徒刑。敏南和同事们一起积极参加了著名的2007年緬甸反軍政府示威。
2012年，2012年缅甸议员补选，敏南当选民族院议员。在2015年的大选中，敏南竞选实皆省议员，并且取得连任。2016年，缅甸总统任命他为实皆省首席部长。
2021年2月1日，敏南遭到缅甸国防军逮捕。